# Brookfield (Massachusetts)
Pour les articles homonymes, voir Brookfield.
Brookfield est une municipalité du Comté de Worcester au Massachusetts, fondée en 1660.
Sa population était de 3 390 habitants en 2010.

## Localisation
| West Brookfield              | North Brookfield |                 |
| Warren                       | Brookfield       | East Brookfield |
| Brimfield (Comté de Hampden) | Sturbridge       | Sturbridge      |